# فرودگاه آبی لک برتلو
فرودگاه آبی لک برتلو (به انگلیسی: Lac Berthelot Water Aerodrome) یک فرودگاه همگانی است که یک باند فرود آب دارد. این فرودگاه در کشور کانادا قرار دارد و در ارتفاع ۳۸۱ متری از سطح دریا واقع شده‌است.